# Mickey Cohen

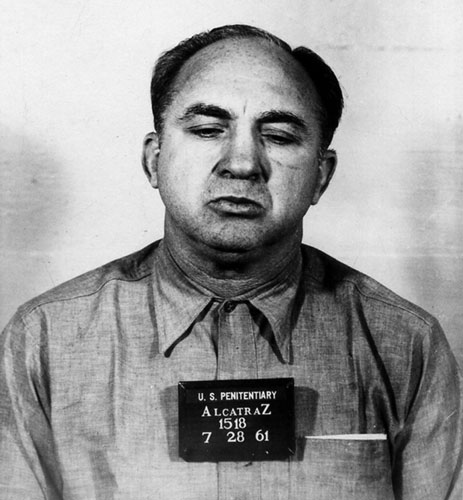
Mickey Cohen 1961.

Meyer Harris "Mickey" Cohen, född 4 september 1913 i Brooklyn i New York, död 29 juli 1976 Los Angeles i Kalifornien, var en amerikansk gangster under 1940- och 1950-talen. Han var från 1947 till sin död ledare för familjen Cohen (tidigare känd som familjen Siegel).
Han hade en relation med Liz Renay, som senare kom att bli skådespelerska.